# Plutarch
Plutarch (græsk: Πλούταρχος) var en græsk-romersk præst og forfatter, der levede ca. 45 - 120 e.Kr. Hans navn kommer af πλουτος (ploutos = rigdom, velstand) og αρχος (archos = mester, herre).  Plutarch skrev biografier og filosofiske essays. Han blev født i den boiotiske by Khaironia. Han havde to brødre, Timon og Lamprias. De sidste 30-35 år af sit liv var Plutarch præst for Apollon ved oraklet i Delfi.

## Forfatterskab
Han menes at være uddannet i Athen indenfor fysik, retorik, matematik, medicin, naturvidenskab, filosofi, græsk og latinsk litteratur i år 66. Omkring år 68 giftede han sig med Timoxena, datter af Alexion (ca. 68), og de levede godt sammen. De fik fire sønner: Soclarus, Chairon, Autobulus og Plutarchus, derefter en datter, der også hed Timoxena, men døde kun to år gammel. Plutarchs trøstende brev til sin kone er bevaret.  Kun sønnerne Autobulus og Plutarchus overlevede ham.  Plutarch skrev kun på græsk, men kunne læse latin, og hans værker blev tidligt oversat til latin. Han var romersk borger og rejste flere gange til Rom. Grækenland var på hans tid en del af Romerriget, og den romerske elite beundrede græsk kultur og talte som regel også græsk. 

## Betydning
Plutarch var læst og beundret i antikken, men frem til renæssancen var han blevet glemt i Vesten, selv om han stadig blev læst i byzantinske og muslimske områder.
Plutarch hørte til akademikeres obligatoriske læsning fra renæssancen og frem til 1800-tallet. Først læstes han på latin, men i femtenhundredetallet skrev Jacques Amyot en oversættelse til fransk, først af biografierne (Les Vies) dernæst af de moralske skrifter. Denne oversættelse dannede udgangspunkt for oversættelser til andre sprog.
Plutarchs inspirerede Dante, Shakespeare og Machiavelli. Han blev flittigt citeret af den franske revolutions ideologer. Napoleon var en af disse, og han havde Plutarchs Vies Parallèles i sit rejsebibliotek. Rousseau skrev, at Plutarchs værker var de eneste bøger, udover Bibelen, som han aldrig skilte sig af med. I sine Promenades og i Confessiones fortæller han om, hvordan han oplevede denne læsning: "Til stadighed optaget af Rom og Athen, og i et nært, virtuelt samkvem med deres store mænd, blev jeg opildnet til at følge deres eksempel".
Plutarchs begreb "nationens store mænd" skulle tidligere få ungdommen til at efterligne fortidens helte. Til dette formål redigeredes forkortede udgaver i pædagogisk hensigt. Nutidige udgivelser er i stedet kritisk-analyserende.

## Plutarch om kimbrerne
Skildringen af Gaius Marius  i Parallelle liv er den vigtigste kilde til vor viden om kimbrernes folkevandring og angreb på Rom. Plutarch angiver, at angriberne fra nord talte 600.000 våbenføre mænd, foruden de talrige ledsagende kvinder og børn, mens moderne historikere ser dette tal som en overdrivelse i den hensigt at gøre Marius' sejr mere imponerende. Plutarch angiver ingen kilder for sine oplysninger om kimbrerne, men hans skildring af blåøjede, høje mænd, der kælker ned ad Alperne på deres skjolde, slog an hos eftertidens historikere.
Plutarchs beretning om kimbrerne er kilde til Johannes V. Jensens roman Cimbrenes Tog som er en del af Den lange Rejse.
Plutarch er citeret flere steder i romanen.

## Værker
Plutarch skrev 227 værker, hvoraf en stor del er bevaret, om både filosofiske, historiske, antikvariske og sproghistoriske emner. Hans mest berømte arbejde er Parallelle Liv: Sammenlignende biografier over store historiske mænd. I en moderne udgave fylder denne omtrent 2.000 sider. Parvis skildrer han græske og romerske statsmænd under en filosofisk og moralsk (ikke historisk) synsvinkel: F.eks. Alexander den Store over for Julius Cæsar eller Demosthenes over for Cicero. Han samlede også en række udsagn af kvinder fra Sparta,  som åbenbart skulle læses i opdragende hensigt.
Herudover er der overleveret 78 filosofiske essays, som man normalt giver den fælles latinske titel Moralia. Skriftet Om Isis og Osiris er en vigtig kilde til egyptisk og hellenistisk religion. Nogle af værkerne er kun bevaret i forkortede udgaver, det gælder bl.a. Om musikken og De ti taleres liv.

## Udgaver
Tilsyneladende er Vitae parallelae ikke oversat til dansk in extenso men nogle af hans biografier findes på dansk, bl.a. under titlen: Levnedsbeskrivelser. På engelsk, tysk og fransk udgives Plutarch fortsat. Den omtalte franske udgave af Vitae hedder Vies parallelles og er udstyret med et leksikon-appendix på 200 sider, skrevet af en snes franske hellenister foruden forord, noter, kort m.m.